# Basses de Setut
Les basses de Setut sont un ensemble de deux lacs de montagne situés en Andorre dans la paroisse d'Escaldes-Engordany.

## Toponymie
Le terme catalan bassa (pluriel basses) désigne une mare ou un petit étang qui s'assèche fréquemment en été,. 
Setut est formé par agglutination de deux éléments : es et tut. Es dérive du latin ipse et correspond à l'article défini masculin singulier « le ». Il s'agit d'une forme particulière de l'article en catalan appelée article salat, répandue au Moyen Âge mais qui n'a perduré ultérieurement que dans la forme dialectale baléare,. Au contraire de la Catalogne voisine, l'usage de cet article salat dans la composition de toponymes est un phénomène rare en Andorre. Tut est la forme masculine de tuta qui signifie « grotte ».
Basses de Setut signifie donc littéralement « mares de la grotte »

## Géographie

### Topographie et géologie
Les lacs sont situés au fond de la vallée glaciaire du Madriu classée au patrimoine mondial de l'UNESCO à une altitude de 2 306 et 2 309 mètres. Ils se trouvent au pied du pic de Setut (2 868 mètres).
Comme l'ensemble de la principauté d'Andorre, les basses de Setut appartiennent à la chaîne axiale primaire des Pyrénées. Le socle rocheux, comme dans tout le Sud-Est andorran, est de nature granitique, en raison de la présence du batholite de Mont-Louis-Andorre qui s'étend jusqu'en Espagne et couvre une surface de 600 km2.
| \| Basses de Setut \|                                |                                              |
| Basses de Setut sur la carte géologique de l'Andorre | Le pic de Setut dominant la vallée du Madriu |
| Basses de Setut                                      |                                              |

### Hydrographie
D'une superficie comprise de 0,1 et 0,4 ha, les lacs déversent leurs eaux dans le riu Madriu. Ce dernier appartient au bassin versant de la Valira d'Orient qu'il rejoint par sa rive gauche à Escaldes.
| \| Basses de Setut \|                                                              |            |
| Position des basses de Setut sur la carte des bassins hydrographiques de l'Andorre | Riu Madriu |
| Basses de Setut                                                                    |            |

## Histoire

### Époque romaine
Le site était déjà occupé à l'époque romaine puisqu'un cercle de pierre (orri) témoignant d'une activité d'élevage a été retrouvé à proximité immédiate des lacs. Celui-ci a été daté du Ier siècle (50 - 80 ap. J-C) par mesure de l'activité radiologique du carbone 14. À quelques centaines de mètres, à hauteur du refuge del Riu dels Orris, a été excavé un ancien four, daté par la même méthode du IIe siècle dont l'analyse anthracologique a révélé des restes de pin sylvestre et de pin à crochets. Il a donc été proposé que celui-ci ait servi à cuire de la résine.